# Wöbbelin
Wöbbelin é um município da Alemanha, situado no distrito de Ludwigslust-Parchim, no estado de Mecklemburgo-Pomerânia Ocidental. Tem 23,51 km² de área, e sua população em 2019 foi estimada em 889 habitantes.